# Pegomya cricophalla
Pegomya cricophalla är en tvåvingeart som beskrevs av Xue 2003. Pegomya cricophalla ingår i släktet Pegomya och familjen blomsterflugor. Inga underarter finns listade i Catalogue of Life.